# Miloš Karadaglić
Miloš Karadaglić (en alfabet montenegrí: Милош Карадаглић, 23 d'abril de 1983), conegut també només pel seu nom Miloš, és un guitarrista clàssic de Montenegro. És un artista molt guardonat, que enregistra amb la Deutsche Grammophon/Mercury Classics

## Biografia
Karadaglić començà a tocar la guitarra a l'edat de 8 anys. Durant la seva adolescència les Guerres iugoslaves eren en el seu moment àlgid, i tot i que Montenegro no es va veure afectada directament pel conflicte, la seva població va quedar aïllada de la resta d'Europa. Malgrat tenir només17 anys, en Miloš va sol·licitar i obtenir una beca a la Royal Academy of Music de Londres, on es va desplaçar i on ha continuat vivint, tot i mantenir relacions estretes amb la seva família i la seva pàtria.
El seu cognom té un significat concret: Kara (que vol dir fosc) i dağ (que vol dir muntanya) signifiquen el mateix que Montenegro en turc. Karadaglić és doncs la forma eslava del cognom turc (Karadağli), i significa montenegrí.

## Carrera
El seu primer àlbum portà per títol Mediterráneo, i amb ell va arribar al top d'enregistraments clàssics arreu del món l'any 2011, guanyant tant el prestigiós Young Artist of the Year (artista jove de l'any) als Premis Gramophone i el premi Eco Klassik Newcomer of the Year (revelació de l'any). El 2012 va ser anomenat Classic BRIT MasterCard Breakthrough Artist of the Year (artista revelació de l'any) pel seu segon enregistrament: Latino.
L'any 2012 va veure la incorporació de Miloš als concert públics, amb debut amb entrades exhaurides i gires pel Regne Unit, França, Holanda, Suïssa, els EUA, Canadà, Corea, Japó, Hong Kong i Austràlia. D'aleshores ençà ha visitat nombrosos països, entre ells Catalunya, on va actuar l'any 2015 a l'Auditori de Girona amb la GIOrquestra.
Miloš fa servir cordes D'Addario J46 i una guitarra de Greg Smallman de l'any 2007.

## Discografia
| Any  | Àlbum                        | Crèdits                                                                 | Posició   | Posició   | Posició | Posició | Posició | Posició | Certificació |
| Any  | Àlbum                        | Crèdits                                                                 | BEL (Fl ) | BEL (Wa ) | DEN     | FR      | NED     | SWI     | Certificació |
| ---- | ---------------------------- | ----------------------------------------------------------------------- | --------- | --------- | ------- | ------- | ------- | ------- | ------------ |
| 2011 | Mediterráneo                 | Miloš                                                                   | –         | –         | –       | 29      | 99      | 45      |              |
| 2012 | Latino                       | Miloš                                                                   | 198       | 155       | –       | 89      | –       | 57      |              |
| 2014 | Aranjuez                     | Miloš Karadaglić / London Philharmonic Orquestra / Yannick Nézet-Séguin | 36        | 102       | 15      | 55      | –       | 41      |              |
| 2016 | Blackbird: The Beatles Àlbum | Miloš                                                                   | 106       | 200       | –       | 78      | –       | –       |              |

Altres
- 2013: Latino GOLD